# جيسي روذرفورد جونيور
جيسي روذرفورد جونيور (بالإنجليزية: Jesse Rutherford, Jr.)‏ هو عسكري أمريكي، ولد في 12 يناير 1922 في تشانوت في الولايات المتحدة، وتوفي في 8 مايو 1942 في بحر المرجان في أستراليا.